# Прелоге (Семич)
Прелоге (словен. Preloge) је насељено место у општини Семич, регија Југоисточна Словенија, Словенија.

## Историја
До територијалне реорганизације у Словенији било је у саставу старе општине Чрномељ.

## Становништво
У попису становништва из 2011. године, Прелоге је имало 2 становника.
| Број становника према пописима | Број становника према пописима | Број становника према пописима |
| ------------------------------ | ------------------------------ | ------------------------------ |
| 1991                           | 2002                           | 2011                           |
| 6                              | 4                              | 2                              |

Напомена: Године 2001. умањено за део насеља који је припојен насељу Семич.